# Madlib
Madlib, född Otis Jackson Jr. 24 oktober 1973 i Oxnard i Kalifornien i USA, är en amerikansk musiker och musikproducent under skivbolaget Stones Throw Records. Med en stor ansamling alias, så som Quasimoto, Yesterdays New Quintet, Beat Konducta, med flera, har Madlib även samarbetat med den framlidne hip-hopproducenten J Dilla på skivan Champion Sound, under deras namn Jaylib (Stones Throw Records). Han har även samarbetat med MF DOOM i gruppen Madvillain.
Madlibs egentliga namn är Otis Jackson, son till soulartisten med samma namn. Madlib har även en bror kallad Oh No, som även han har släppt ett antal skivor under Stones Throw Records. Madlib har en lång rad av produktioner bakom sig, med några av de största artisterna inom hip-hopgrenen.